# Triberger Wasserfälle und Prisenbach
Das Gebiet Triberger Wasserfälle und Prisenbach ist ein vom Landratsamt Villingen am 15. Juli 1954 durch Verordnung ausgewiesenes Landschaftsschutzgebiet in Triberg im Schwarzwald und Schönwald im Schwarzwald.

## Lage
Das Schutzgebiet liegt südlich von Triberg und umfasst die Distrikte Burgerwald sowie Hof- und Prisenwald. Im Süden reicht das Gebiet bis auf den Sommerberg, der zu Schönwald gehört. Im Westen reicht das Gebiet bis zur Gutach, im Osten bis zur Kreisstraße 5797. Das Gebiet gehört den Naturräumen Mittlerer und Südöstlicher Schwarzwald an.

## Landschaftscharakter
Das Gebiet ist größtenteils bewaldet, nur die Geißenwintermatte und der Sommerberg sind teilweise offen. Geprägt wird das Gebiet durch die weithin bekannten Triberger Wasserfälle an der Gutach und das Tal des Prisenbachs.

## Zusammenhängende Schutzgebiete
Die Kohlplatztanne und die Gabrielenhoflinde sind als Naturdenkmale geschützt. Im Osten schließt ein Teilgebiet des FFH-Gebiets Schönwälder Hochflächen an. Das Gebiet liegt im Naturpark Südschwarzwald.